# شهرستان نیو مادرید (میزوری)
شهرستان نیو مادرید، میزوری (به انگلیسی: New Madrid County, Missouri) یک شهرستان در ایالات متحده آمریکا است که در میزوری واقع شده‌است.